# Lycophidion meleagre
Espèce
Synonymes
- Lycophidion meleagris Boulenger, 1893

Lycophidion meleagre est une espèce de serpents de la famille des Lamprophiidae. 

## Répartition
Cette espèce se rencontre :
- en Angola ;
- au Kenya ;
- dans l'ouest de la République démocratique du Congo ;
- en Tanzanie.

## Description
L'holotype de Lycophidion meleagre mesure 260 mm dont 25 mm pour la queue. Cette espèce a le corps noir avec des écailles teintées de blanc.

## Publication originale
- Boulenger, 1893 : Catalogue of the Snakes in the British Museum (Natural History), vol. 1, p. 1-448 (texte intégral).